# Transgender – Mein Weg in den richtigen Körper
Transgender – Mein Weg in den richtigen Körper ist eine deutsche Doku-Soap, die auf RTL II ausgestrahlt wurde.

## Konzept
Die Sendung befasst sich mit Transsexuellen, die sich eine Geschlechtsangleichende Operation wünschen, da sie sich im falschen Geschlecht geboren fühlen. Dabei werden Probleme wie Konflikte innerhalb der Familie und des Freundeskreises, der Aufwand und die Gefahren einer Operation, sowie die Kosten und bürokratische Hürden gezeigt.

## Produktion und Ausstrahlung
Die erste Folge wurde am 31. Oktober 2012 auf RTL II ausgestrahlt. Produziert wurde die Sendung von 2011 bis 2013. Dabei sind 14 Folgen und 2 Staffeln entstanden.
| Staffel 1 |                   |
| Nr.       | Erstausstrahlung  |
| 1         | 31. Oktober 2012  |
| 2         | 7. November 2012  |
| 3         | 14. November 2012 |
| 4         | 21. November 2012 |
| 5         | 28. November 2012 |
| 6         | 5. Dezember 2012  |
| Staffel 2 |                   |
| Nr.       | Erstausstrahlung  |
| 8         | 5. März 2014      |
| 9         | 12. März 2014     |
| 10        | 19. März 2014     |
| 11        | 27. Mai 2014      |
| 12        | 3. Juni 2014      |
| 13        | 10. Juni 2014     |
| 14        | 17. Juni 2014     |